# Adrian Rawlins

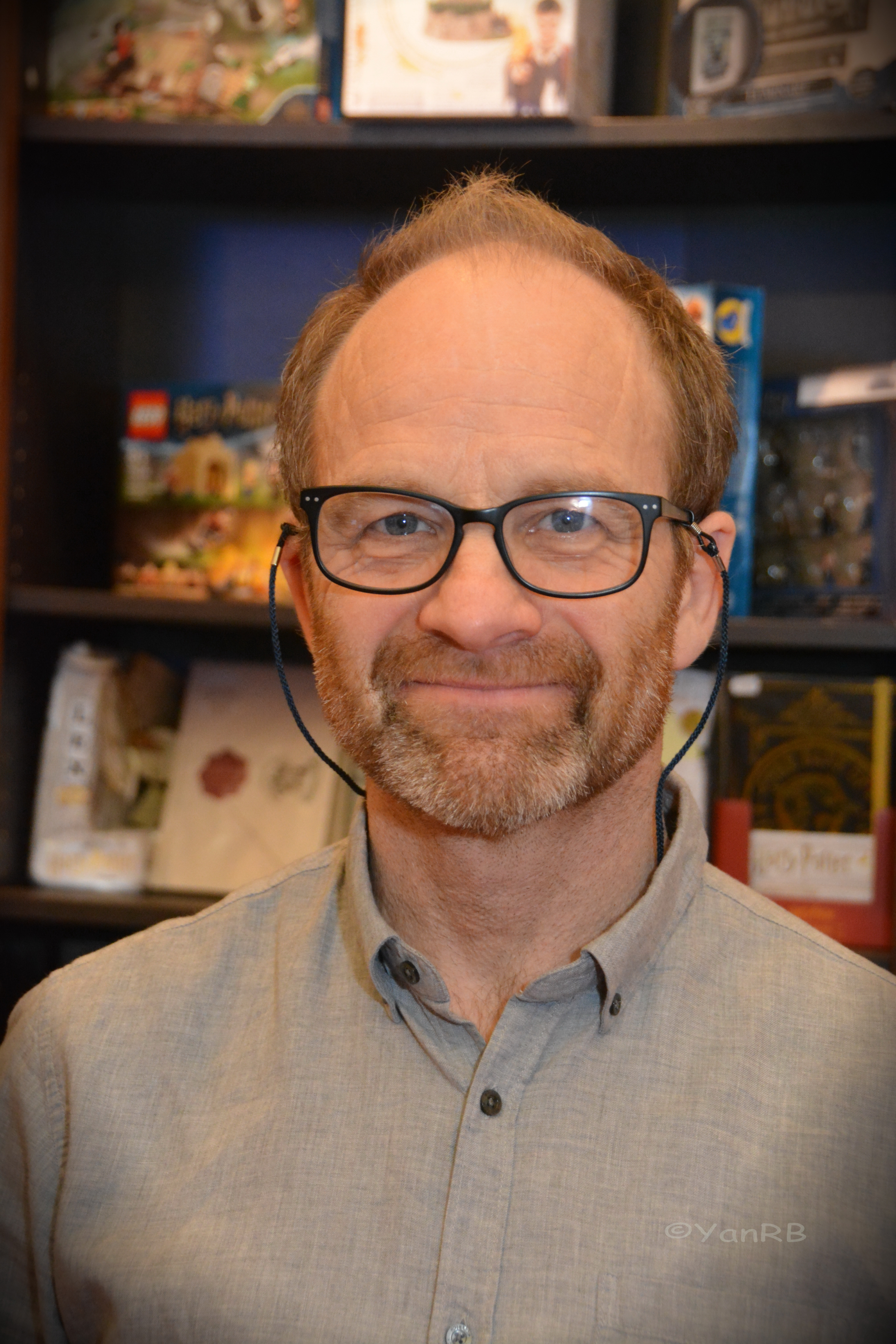
Adrian Rawlins, 2019

Adrian Rawlins (* 27. März 1958 in Stoke-on-Trent, England) ist ein britischer Schauspieler.

## Leben und Karriere
Der 1958 geborene Adrian Rawlins ist der Sohn von Mavin und Edward Rawlins. Er besuchte Schulen in Oxford und Tonbridge. Danach absolvierte er die Royal Academy of Dramatic Art in London.
Seit 1979 wirkte Rawlins an einer Vielzahl von Film- und Fernsehproduktionen mit, üblicherweise in Nebenrollen. Eine seltene Hauptrolle hatte er 1989 in dem preisgekrönten Horrorfilm Frau in Schwarz als ein junger Anwalt, der in ein geheimnisvolles Dorf reist, in dem es zu spuken scheint. Zu seinen bekanntesten Rollen zählt James Potter, der ermordete Vater von Harry Potter, in den Harry-Potter-Romanverfilmungen, die zwischen 2001 und 2011 entstanden. In Lars von Triers Film Breaking the Waves spielte er einen Arzt, in Lone Scherfigs Wilbur Wants to Kill Himself spielte er einen Bibliothekar, dessen Bruder versucht, sich das Leben zu nehmen. In der Miniserie Chernobyl über die Nuklearkatastrophe von Tschernobyl verkörperte er 2019 den Chefingenieur Nikolai Fomin.

## Filmografie (Auswahl)
- 1979: Palm Beach
- 1985: Revolution
- 1989: Frau in Schwarz (The Woman in Black, Fernsehfilm)
- 1990: Land der schwarzen Sonne (Mountains of the Moon)
- 1996: Der kleine Unterschied (Different for Girls)
- 1996: Breaking the Waves
- 2001: Mein Bruder Tom (My Brother Tom)
- 2001: Harry Potter und der Stein der Weisen (Harry Potter and the Philosopher’s Stone)
- 2001: Inspector Barnaby (Midsomer Murders) Fernsehserie, Staffel 4, Folge 6: Die Frucht des Bösen (Tainted Fruit)
- 2002: Harry Potter und die Kammer des Schreckens (Harry Potter and the Chamber of Secrets)
- 2002: Wilbur Wants to Kill Himself
- 2004: Harry Potter und der Gefangene von Askaban (Harry Potter and the Prisoner of Azkaban)
- 2005: Harry Potter und der Feuerkelch (Harry Potter and the Goblet of Fire)
- 2006: Inspector Lynley (The Inspector Lynley Mysteries, Fernsehserie, 1 Folge)
- 2007: Harry Potter und der Orden des Phönix (Harry Potter and the Order of the Phoenix)
- 2007: Clapham Junction (Fernsehfilm)
- 2007: Lewis – Der Oxford Krimi (Fernsehserie, Folge Dämonen der Vergangenheit)
- 2007: Agatha Christie’s Marple (Fernsehserie, Folge Nemesis)
- 2007: New Tricks – Die Krimispezialisten (New Tricks, Fernsehserie, 1 Folge)
- 2007, 2014: Gerichtsmediziner Dr. Leo Dalton (Silent Witness, Fernsehserie, 4 Folgen)
- 2010: Harry Potter und die Heiligtümer des Todes – Teil 1 (Harry Potter and the Deathly Hallows – Part 1)
- 2011: Harry Potter und die Heiligtümer des Todes – Teil 2 (Harry Potter and the Deathly Hallows – Part 2)
- 2011: Intruders
- 2011: Inspector Barnaby (Midsomer Murders) Fernsehserie, Staffel 14, Folge 3: Gesegnet sei die Braut (Echoes Of The Dead)
- 2012: The Raven – Prophet des Teufels (The Raven)
- 2014: Die Frau in Schwarz 2: Engel des Todes (The Woman in Black: Angel Of Death)
- 2015: Dorf der verlorenen Jugend (Bridgend)
- 2017: Die dunkelste Stunde (Darkest Hour)
- 2017: Kommissar Maigret: Die Tänzerin und die Gräfin (Maigret in Montmartre, Fernsehfilm)
- 2018: Hard Sun (Fernsehserie, 6 Folgen)
- 2019: The Small Hand
- 2019: Chernobyl (Fernseh-Miniserie, 3 Folgen)
- 2020: Education
- 2020: Undergods
- 2021: Tom Clancy’s Gnadenlos (Tom Clancy’s Without Remorse)
- 2021: The Colour Room
- 2022: Gentleman Jack (Fernsehserie, 2 Folgen)
- 2022: Star Wars: Andor (Fernsehserie, 2 Folgen)
- 2023: One Life
- 2024: Mary & George (Miniserie)